# سيفرون
سيفرون (بالفرنسية: Sevran) هي بلدية فرنسية  تابعة لإقليم سين سان دوني في إيل دو فرانس وتقع في شمال فرنسا وهي اليوم ضاحية لباريس ويسكنها حوالي 49832 نسمة حسب إحصائيات سنة 2009.

## توأمة
لسيفرون اتفاقيات توأمة مع:
- وجدة

## روابط
- الموقع الرسمي لعمادة المدينة